# Günter Neurohr
Günter Neurohr (* 8. März 1935 in Kaiserslautern; † 19. Februar 2011 in Kreuzlingen) war ein deutscher Kommunalpolitiker.

## Leben
Günter Neurohr war nach seinem Ingenieurstudium zunächst von 1965 bis 1970 Leiter der Stadtwerke von Crailsheim. Von 1970 bis 1976 war er Beigeordneter und Bürgermeister in Singen am Hohentwiel.
Nach dem Tod des Radolfzeller Oberbürgermeisters Fritz Riester 1976 wurde er dessen Nachfolger und blieb bis 2000 Oberbürgermeister der Großen Kreisstadt Radolfzell am Bodensee. Neurohr war ursprünglich Mitglied der SPD, trat aber später der CDU bei. Auch diese verließ er und war als parteiloser Oberbürgermeister im Amt. Er engagierte sich insbesondere für den Umwelt- und Naturschutz und initiierte als einer der ersten deutschen Bürgermeister ein Umweltamt.
Nach seiner Pensionierung lebte er vornehmlich in Spanien. Am 18. Februar 2011 erlitt Neurohr einen Schlaganfall und wurde in eine Herzklinik nach Konstanz gebracht. Danach erfolgte seine Verlegung in eine Klinik im schweizerischen Kreuzlingen. Er war viermal verheiratet und hatte drei Kinder. Er wurde auf dem Waldfriedhof Radolfzell bestattet.
Die Günter-Neurohr-Brücke von der Radolfzeller Innenstadt zur Halbinsel Mettnau wurde schon zu seinen Lebzeiten (2005) nach ihm benannt.